# Neuville-sur-Saône
Neuville-sur-Saône è un comune francese di 7 204 abitanti situato nella metropoli di Lione della regione Alvernia-Rodano-Alpi.

## Società

### Evoluzione demografica
Abitanti censiti

## Amministrazione

### Gemellaggi
Neuville-sur-Saône è gemellata con:
- Alpirsbach
- Cabeceiras de Basto